# Jorge Aizkorreta Jurado
Jorge Aizkorreta (Barakaldo, 6 de febrer de 1974) és un exfutbolista basc, que ocupava la posició de porter. Es va formar a les categories inferiors de l'Athletic Club, sent el porter titular del filial entre 1993 i 1995. L'any següent puja al primer equip com a suplent de Juanjo Valencia, tot disputant 8 partits. La temporada 96/97 recala al CD Logroñés, amb qui disputa 27 partits a la màxima categoria. El seu equip, però, queda cuer a la taula classificatòria. El basc acompanyaria dos anys als riojans a la categoria d'argent, fins que a l'estiu del 1999, després d'una breu estada al CF Extremadura, fitxa pel Racing de Ferrol on serà titular les dues campanyes que romandrà amb l'equip gallec.
El 2002 s'incorpora al planter de l'Elx CF. Eixa temporada apareix en 23 partits, mentre que la xifra cau a només 3 a la campanya següent. Una lesió l'obliga a penjar els guants el 2004. El 2009 s'incorpora com a entrenador de porters a la "SD Logronyes" equip eixit de l'extint CD Logroñes